# Les parents ne sont pas simples cette année
Pour plus de détails, voir Fiche technique et Distribution.
Les parents ne sont pas simples cette année est un film français réalisé par Marcel Jullian, sorti le 8 février 1984.

## Synopsis
Vivant dans une famille tranquille, Marie aime la danse.  Laurent va l'aider à accomplir sa passion et réveiller son amour pour Paul, son ami depuis l'enfance . Entre la tante Pauline, la bonne espagnole, les copains de lycée et les copines de boum, tout se lie aux quiproquos amoureux des grands; Et s'achève dans une croisière à Saint-Tropez

## Fiche technique
- Titre :
- Réalisateur : Marcel Jullian
- Scénario : Marcel Jullian et Marcel Dassault
- Assistant réalisateur : Étienne Dhaene
- Décors : Gérard Viard
- Costumes : Annie Périer
- Photographie : Henri Decaë
- Montage : Monique Isnardon et Robert Isnardon
- Casting : Françoise Menidrey
- Musique : Jean-Jacques Debout
  - Thème musical : Michèle Torr interprète "Le voyage en bateau"
- Producteur : Marcel Dassault et Alain Poiré
- Pays :  France
- Langue : français
- Genre : comédie dramatique
- Durée : 82 minutes
- Dates de sortie :
  - France : 8 février 1984

## Distribution
- Alexandra Gonin : Marie
- Henri Garcin : Albert Dupuy
- Florence Giorgetti : Pauline
- Alexandre Sterling : Paul
- Thierry Le Luron : Thierry Le Luron
- Jacques François : John, l'acheteur d'art
- Francis Lemaire : Raoul Labruyère, ministre de la Santé
- Régis Musset : Georges
- Sheila O'Connor : Caroline
- Stéphane Freiss : Laurent
- Benoît Breuil : Henri
- Chantal Nobel : Alexandra Labruyère
- Michel Derain